# Lamentations (Live at Shepherd’s Bush Empire 2003)
Lamentations (Live at Shepherd’s Bush Empire 2003) – pierwsze koncertowe DVD zespołu Opeth. Oprócz zapisu koncertu, który odbył się w Shepherd’s Bush Empire w Londynie w 2003 r., DVD zawiera także dokument The Making of „Deliverance” & „Damnation”, sfilmowany i wyprodukowany przez Frederika Odefjärda.

## Lista utworów
Opracowano na podstawie materiału źródłowego.
| CD 1 | CD 1                        | CD 1    |
| Nr   | Tytuł utworu                | Długość |
| ---- | --------------------------- | ------- |
| 1.   | „Windowpane”                | 09:15   |
| 2.   | „In My Time of Need”        | 06:37   |
| 3.   | „Death Whispered a Lullaby” | 07:10   |
| 4.   | „Closure”                   | 09:44   |
| 5.   | „Hope Leaves”               | 06:11   |
| 6.   | „To Rid the Disease”        | 07:11   |
| 7.   | „Ending Credits”            | 04:22   |
| 8.   | „Harvest”                   | 06:15   |
| 9.   | „Weakness”                  | 06:04   |
| 10.  | „Master's Apprentices”      | 10:34   |
| 11.  | „The Drapery Falls”         | 10:55   |
| 12.  | „Deliverance”               | 12:38   |
| 13.  | „The Leper Affinity”        | 11:01   |
| 14.  | „A Fair Judgement”          | 13:51   |
|      |                             | 2:01:48 |

## Twórcy
| Zespół Opeth w składzie - Mikael Åkerfeldt - wokal prowadzący, gitara - Peter Lindgren - gitara - Martin Mendez - gitara basowa - Martin Lopez - perkusja Dodatkowi muzycy - Per Wiberg - wokal wspierający, instrumenty klawiszowe |  | Inni - Paul McLoone - produkcja - Benje Noble - postprodukcja - Andy Sneap - realizacja, miksowanie - Fredrik Odefjärd - montaż, zdjęcia, produkcja - Travis Smith - zdjęcia, oprawa graficzna |